# 牛頭山
牛頭山（うしずやま）は、広島県広島市安佐北区にある山である。標高689メートル。
東峰と西峰の2つのピークがあり、西峰には小河内氏の居城であった牛頭山城が置かれていた。東峰は標高672.4メートルだが展望は良くない。西峰には展望台やベンチなどがあり猿喰山、海見山、十方山、武田山など周辺の山々のほか、宮島まで見渡すことが出来る。
山腹を中国自動車道の牛頭山トンネルが貫く。